# پندها و عبرت‌ها از بناها و آثار تاریخی مصر
پندها و عبرت‌ها از بناها و آثار تاریخی مصر کتابی به نویسندگی تقی‌الدین احمد است که توسط پرویز اتابکی ترجمه شده و در سال ۱۳۹۷ توسط نشر بنیاد پژوهش‌های اسلامی آستان قدس رضوی به زبان فارسی منشتر شد. این کتاب در زمینه تاریخ بوده و در زمستان ۱۳۹۸ در فهرست نامزدهای دریافت جایزه کتاب سال قرار گرفت.
کتاب پندها و عبرت‌ها از بناها و آثار تاریخی مصر به عنوان یکی از برگزیدگان سی و هفتمین دوره کتاب سال ایران انتخاب شد.
برگزیدگان و شایستگان تقدیر سی و هفتمین دوره کتاب سال در ۱۶ بهمن ۱۳۹۸ در تالار وحدت با حضور حسن روحانی، معرفی شدند

## دربارهٔ کتاب
کتاب «پندها و عبرت‌ها از بناها و آثار تاریخی مصر»، ترجمهٔ پرویز اتابکی و محمدرضا عطایی در ۴ جلد به چاپ رسیده‌است.

## جوایز
- کتاب برگزیده سال ۱۳۹۸[۸]